# Bohinjsjön
Bohinjsjön (slovenska: Bohinjsko jezero) är den största sjön i Slovenien. Sjön ligger i kommunen Bohinj i regionen Gorenjska, och tillhör nationalparken Triglav. Sjön är 4,2 kilometer lång och 1 kilometer bred vid den vidaste punkten. Det närmsta samhället heter Stara Fužina.
Bohinjsjön är en issjö, vilket betyder att den bildats ur en glaciär.

## Fauna
Öring, harr och lake lever i Bohinjsjön.

## Galleri

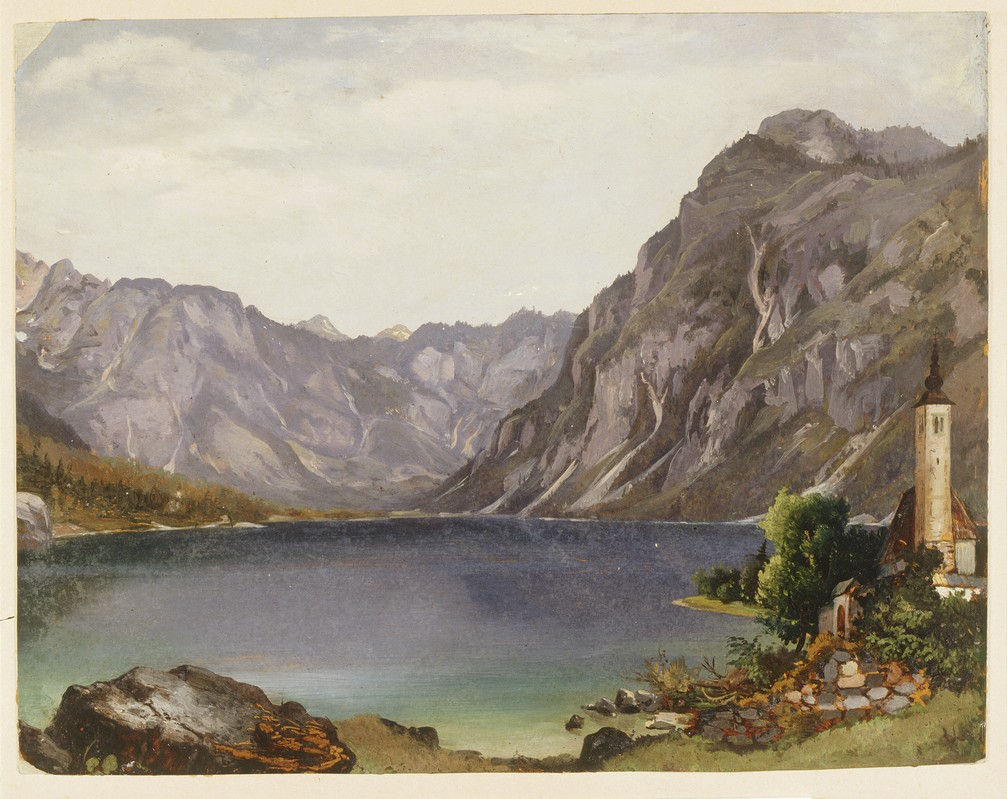
Målning från 1800-talet av Anton Karinger.
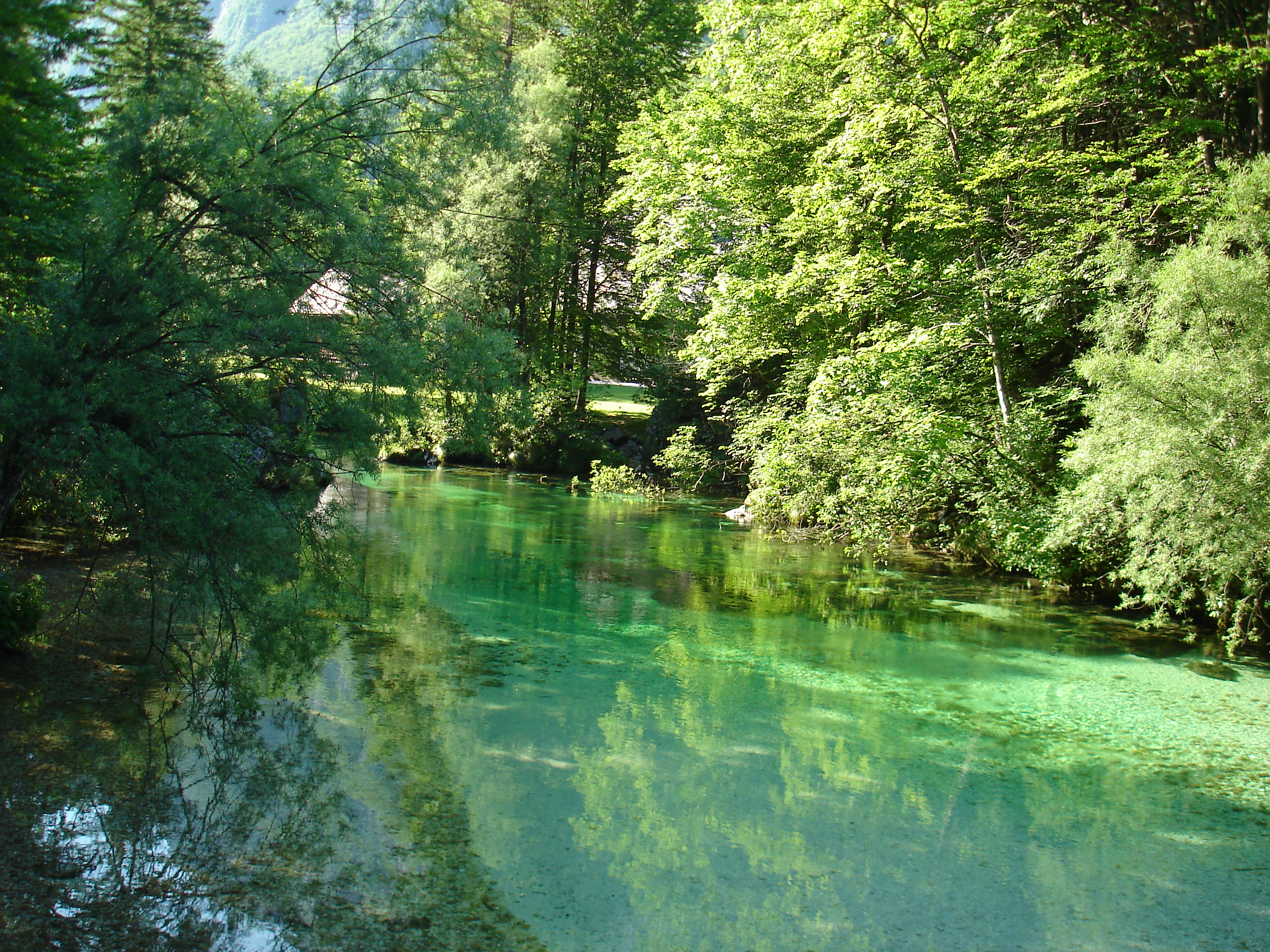
Sava Bohinjka.
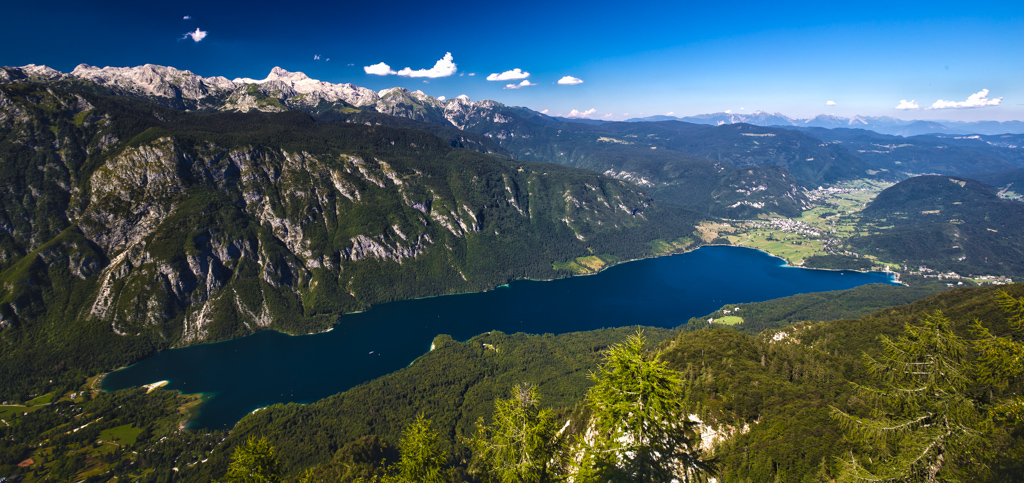
Flygfoto.
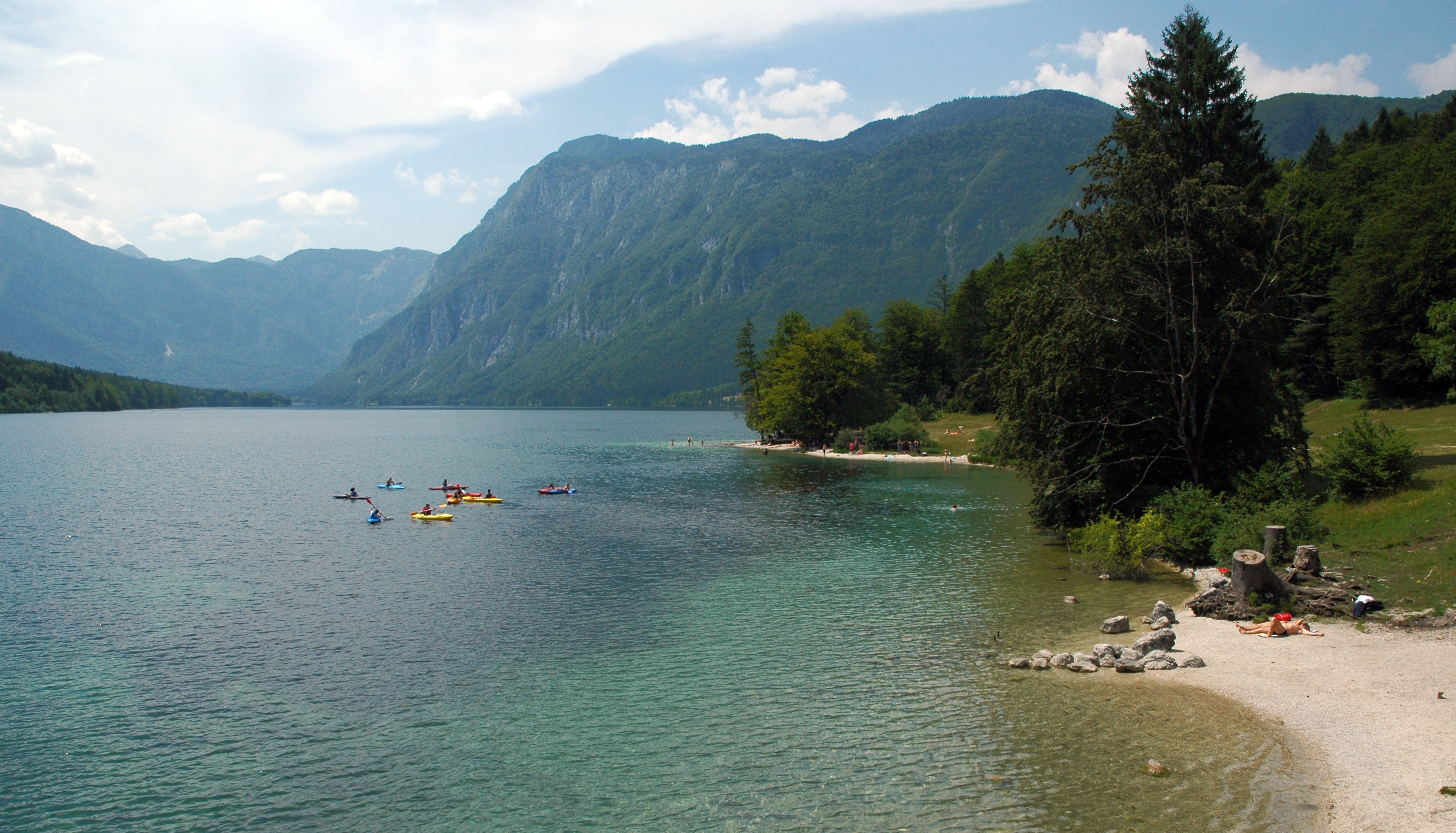
Utsikt över sjön från Ribčev Laz.
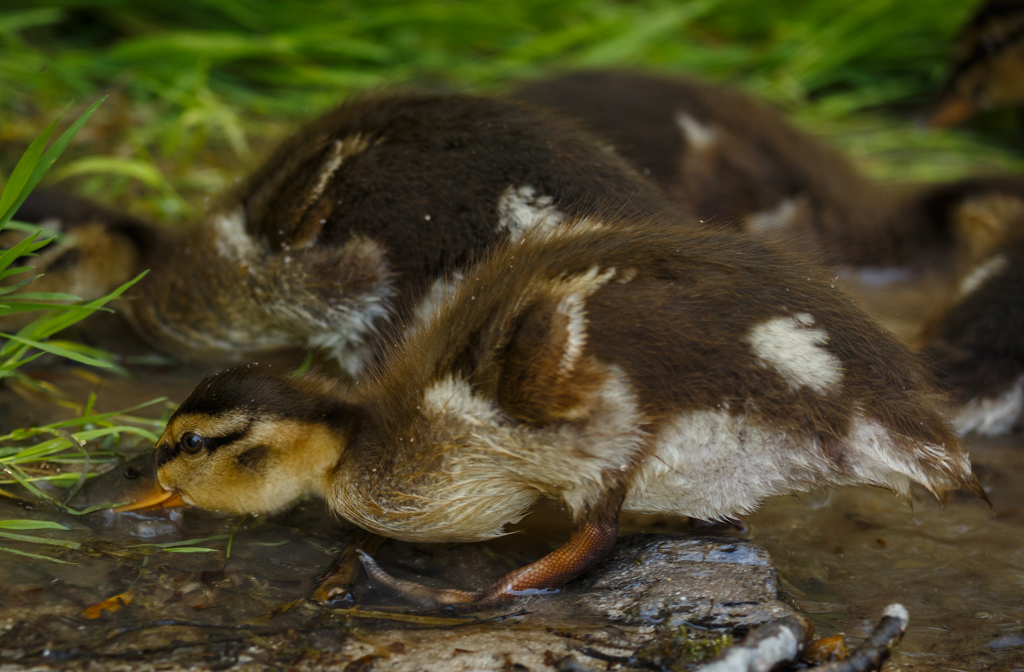